# Kurt Tschenscher
Kurt Tschenscher (Hindenburg, 5 ottobre 1928 – Schwetzingen, 13 agosto 2014) è stato un arbitro di calcio tedesco.

## Biografia
Nato in Slesia (fino al 1945 territorio tedesco, ora in Polonia), di professione è stato assicuratore nella cittadina tedesca di Mannheim, di cui poi sarebbe stato, al termine della carriera sui campi,  consigliere comunale.

## Carriera
Può essere considerato uno dei più grandi arbitri tedeschi (l'unico ad aver partecipato a tre edizioni del Campionato mondiale di calcio, record detenuto in coabitazione con altri 18 fischietti), e sicuramente uno dei più famosi al mondo negli anni sessanta e settanta.
Un altro primato significativo consiste nel fatto che è stato il primo direttore di gara della storia ad aver utilizzato i cartellini gialli per ammonire i calciatori, su proposta dell'ex arbitro inglese Ken Aston, e ciò avvenne nella partita inaugurale del Campionato mondiale di calcio 1970 Messico-URSS (l'ammonito fu il sovietico Givi Nodia).
Tschenscher comincia ad arbitrare nel 1948. Nel 1953, a 25 anni, viene promosso nella massima categoria arbitrale germanica e già nel 1958 ottiene i galloni da internazionale.
All'estero la sua carrierà è costellata di finali e riconoscimenti prestigiosi: nel 1962 dirige a Stoccarda la finale-ripetizione della Coppa delle Coppe tra Atletico Madrid e Fiorentina, e risulta così il più giovane arbitro della storia ad essere impiegato in una finale di questa competizione; nel 1966, in occasione della prima sua partecipazione al mondiale di calcio, disputatosi in Inghilterra, arbitra Brasile-Bulgaria; nel 1967, non ancora quarantenne, è protagonista della finale di Coppa dei Campioni a Lisbona tra Inter e Celtic Glasgow; nel 1968, agli Europei di calcio in Italia, gli tocca la semifinale tra i padroni di casa e l'URSS, conclusasi in parità dopo i supplementari, e decisa con il lancio della monetina; nel 1970 è la volta della seconda esperienza al mondiale, tenutosi stavolta in Messico, dove gli viene affidata la gara inaugurale Messico-URSS. In quell'occasione passa alla storia come il primo arbitro della storia a sanzionare una ammonizione con il "cartellino giallo" introdotto proprio in quel mondiale: il giocatore ammonito fu il sovietico Kakhi Asatiani.
Nel 1972 raggiunge probabilmente l'apice della carriera, riuscendo ad aggiudicarsi la finale del torneo calcistico alle Olimpiadi di Monaco di Baviera, tra Polonia e Ungheria: è il secondo fischietto teutonico a riuscire nell'impresa, dopo Peco Bauwens nel 1936 a Berlino; nel 1974 gli viene assegnato al Mondiale tedesco lo spareggio per l'accesso alla finale Paesi Bassi-Brasile.
Vanta anche la direzione di una semifinale di Coppa dei Campioni (nel 1966), di due semifinali di Coppa delle Coppe (nel 1964 e nel 1969) e di due semifinali di Coppa delle Fiere (nel 1968 e nel 1969).
Nel 1975 decide di chiudere l'attività agonistica.
Nel 1978 la FIFA gli conferisce il prestigioso "FIFA Special Award".